# Kvinna som klär sig
Kvinna som klär sig är en oljemålning av Anders Zorn från 1893. Målningen är i privat ägo.